# Структура на Държавна сигурност
Това е списък с подразделенията на Държавна сигурност - българската тайна служба от периода 1925 – 1990 година – и промените в нейната структура през годините.

## 1925 – 1937
Отдел „Държавна сигурност“
- Отделение за външна сигурност
- Отделение за вътрешна сигурност

## 1937 – 1944
През 1937 година отделенията на отдела са увеличени на четири, а в началото на 1944 година е добавено и пето:
Отдел „Държавна сигурност“
- Отделение „А“ – борба с нелегалните политически организации
- Отделение „Б“ – външно контраразузнаване
- Отделение „В“ – борба на некомунистическите политически организации
- Отделение „Г“ – връзки с германското разузнаване
- Отделение „Д“ – контрол на печата и легалните сдружения

## 1944 – 1946
Отдел „Държавна сигурност“
- Отделение „А“ – за борба с контрареволюцията
- Отделение „Б“ – за контраразузнаване
- Отделение „В“ – дружества и печат
- Отделение „Г“ – картотека и проучване

## 1946 – 1947
Отдел „Държавна сигурност“
- Канцелария на началника
- Инспекторат
- Отделения
  - Отделение „А“ – вътрешно политическо разузнаване
  - Отделение „Б“ – контраразузнаване
  - Отделение „В“ – бюро печат и дружества
  - Отделение „Г“ – информация и статистика
  - Отделение „Д“ – проследяване и проучване
- Самостоятелни служби
  - Картотека и архив
  - Следствена служба
  - Радиослужба
  - Транспорт
  - Трудово-изправителни селища
  - Личен състав
  - Вътрешно милиционерско разузнаване
  - Затвор

## 1947 – 1949
Дирекция „Държавна сигурност“
- Първи отдел – борба с конрареволюцията
- Втори отдел – контраразузнаване
- Трети отдел – разузнаване
- Четвърти отдел – следствие
- Пети отдел – охрана

## 1949 – 1950
Структурата на ДС в края на 40-те години включва:
- 1-ви Отдел: Борба с бандитизма и външната реакция
  - Отделение А: надзор на бивши членове на забранени партии, бивши полицаи, военни и заможни граждани
  - Отделение Б: надзор на членове на БЗНС и закритите партии от Отечествения фронт, членове на малцинствата и духовенството
  - Отделение В: надзор на останалото население, най-вече държавните служители, интелигенцията, печата, младежта, спортните организации
  - Група „Въдворяване и затвори“
  - Служба „Отчетност и информация“
- 2-ри Отдел: Контраразузнаване в страната
  - Отделение I: Великобритания и САЩ
  - Отделение II: Турция, Югославия, Египет, Италия, Испания, Гърция
  - Отделение III: Франция, Австрия, Швейцария, Белгия, Нидерландия, Швеция, Дания, Норвегия, Финландия
  - Група за обект „Несебър“
  - Секция „Прибежчици“
  - Секция „Информация“
- 3-ти Отдел: Разузнаване и контраразузнаване в чужбина
  - Отделение I: Америка, Западна и Централна Европа
  - Отделение II: Югоизточна Европа и Близкия изток
  - Гранична служба
  - Паспортно-контролна служба
  - Бюро „Картотека и архив“
- 4-ти Отдел: Стопански сектор
  - Отделение Б: промишленост и строителство
  - Отделение Г: транспорт
  - Служба „Кредит и размяна“
  - Служба „Селско стопанство“
- 5-и Отдел: Охрана
  - Отделение I: охрана на двореца „Врана“ и Мавзолея на Георги Димитров
  - Отделение II: охрана на членовете на Политбюро и правителството, включително при обществени мероприятия
- 6-и Отдел: Техническо обезпечение
  - Отделение 1: радиолаборатория и радиовръзки на МВР
  - Отделение 2: микрофонно и телефонно подслушване
  - Отделение 3: радиовръзки с други институции и радиотелефонно подслушване
  - Отделение 4: шифри и криптология
  - Отделение 5: контрол на писмената кореспонденция
- 7-и Отдел: Следствие
- 8-и Отдел: Специално снабдяване и обслужване на членовете на Политбюро и правителството
- Отделение „Е“: проучване, издирване и проследяване
- Отделение „ОМВ“: контрол на структурите на МВР
- Отделение „Кадри“
- Отделение „Снабдяване“
- Служба „Картотека и архив“
- Служба „Държавна тайна“

## 1950 – 1952
Дирекция „Държавна сигурност“
- Първо управление – разузнаване
- Второ управление – контраразузнаване
- Трето управление – борба с контрареволюцията
- Четвърто управление – промишленост и селско стопанство
- Пето управление – Министерство на народната отбрана и Трудови войски
- Шесто управление – транспорт
- Седмо управление – безопасност и охрана
- Снабдително управление
- Управление „Кадри“
- Самостоятелни отдели
  - Първи отдел – следствие
  - Втори отдел – разработка на полицейските архиви
  - Трети отдел – технически
  - Четвърти отдел – радиоразузнаване и контраразузнаване
  - Пети отдел – проверка на кореспонденцията
  - Шести отдел – научно-технически
  - Седми отдел – проследяване и проучване
  - Осми отдел – картотека и архив
  - Девети отдел – обслужване на Министерството на вътрешните работи (без ДС)
  - Десети отдел – шифър
  - Административно-стопански отдел

## 1953 г.
През 1950 г., ДС вече е обособена самостоятелно в системата на МВР. Създадени са самостоятелни отдели:
- I управление: разузнаване
  - I отдел (4 отделения) – Югославия
  - II отдел (5 отделения) – Гърция, Турция и страните от Близкия Изток
  - III отдел (5 отделения) – Европейски страни без Англия
  - IV отдел (4 отделения) – САЩ, Англия, Канада, страните от Латинска Америка
  - 7 спомагателни служби
- II управление: контраразузнаване
  - I отдел (4 отделения) – Англоамерикански
  - II отдел (4 отделения) – Югославски
  - III отдел (4 отделения) – Европейски
  - IV отдел (4 отделения) – Среден и Близък Изток
  - V отдел (3 отделения) – Издирване
  - 4 самостоятелния отделения: Филтър, ДЗ (дезинформация), РадиоКРО, група за обслужване на МВнР, БТА, БОДК, Балкантурист
- III управление: секретно-политическо (за борба с контрареволюцията)
  - I отдел (4 отделения) – бивши участници в реакционни, фашистки, буржоазни и други вражески партии и групи.
  - II отдел (3 отделения) – борба с терористите и бандитизма
  - III отдел (5 отделения) – Духовенство, сектанти, малцинства, интелигенция и младеж
- IV управление: икономическо
  - I отдел (4 отделения) – Министерство на тежката и леката промишленост
  - II отдел (2 отделения) – Министерство на строежите, Министерство на комуналното стопанство и благоустройството, Министерство на електрификацията
  - III отдел (3 отделения) – Министерството на външната и вътрешната търговия, ЦКС, Министерство на финансите, Държавна планова комисия, Държавен резерв
  - IV отдел (3 отделения) – Министерство на земеделието, МТС, държавни стопанства, ТКЗС, Селскостопанска академия, Министерство на доставките и хранителната промишленост
  - 1 самостоятелно отделение – осигуряване на държавната тайна
- V управление: военно контраразузнаване (ВКР)
  - I отдел (3 отделения) – Генерален щаб на МНО, Управления на Генералния щаб, Военно-учебни заведения в София (в това число 3 военни академии)
  - II отдел (3 отделения) – Тил на МНО, Управления и самостоятелни отдели на Тила, поделения, бази и складове на подчинение на Тила
  - III отдел (5 отделения) – Управление „Бронетанкови и механизирани войски“, Артилерийско управление, Управление ПВО и всички негови поделения
  - IV отдел (10 отделения) – Главно управление на трудовата повинност и неговите поделения
  - V отдел (9 отделения) – Военновъздушни сили
  - VI отдел (4 отделения) – Първа армия
  - VII отдел (6 отделения) – Втора армия
  - VIII отдел (6 отделения) – Трета армия
  - IX отдел (5 отделения) – Военноморски сили
- VI управление: транспортно
  - I отдел (3 отделения) – Железопътен транспорт
  - II отдел (2 групи) – Воден, автомобилен и въздушен транспорт
  - Отдел по милицията (6 отделения и 2 групи)
    - Следствено отделение
    - 3 районни отдела – София, Пловдив, Горна Оряховица със съответни отделения
- VII управление: охрана на правителството
  - I отдел (2 отделения) – Охрана, снабдяване и обслужване на председателя на републиката
  - II отдел (6 отделения) – Охрана на членовете и кандидат-членовете на Политбюро на ЦК на БКП, членовете на Министерския съвет и други по указание
  - III отдел (8 отделения) – Обслужва и снабдява членовете и кандидат-членовете на Политбюро на ЦК на БКП
  - IV отдел (4 роти, стопанско-снабдителна група) – Постова охрана на домовете на членовете и кандидат-членовете на Политбюро на ЦК на БКП, членовете на Министерския съвет и други. Постова охрана на Народното събрание, Мавзолея на Георги Димитров, съветското посолство и други
- VIII управление: „Кадри“
  - I отдел (4 отделения, 1 група) – Кадрова работа по линия на Централния апарат на Държавна сигурност
  - II отдел (3 отделения, 2 групи) – Кадрова работа по линия на офицерите от Гранични войски, Вътрешни войски и местната ПВО
  - III отдел (3 отделения) – Кадрова работа по линия на Народна милиция, Управление Снабдяване, Управление ППЗ, отдел Затвори
  - IV отдел Особена инспекция (3 отделения) – Проверява и разследва сигнали за служители на МВР
  - V отдел Учебен – Отговаря за учебната работа по линия на ДС и НМ
    - 2 самостоятелни отделения – Организационно щатно и Статистика и архив

Самостоятелни отдели:
- I отдел (5 отделения): следствен – Води следствие по линия на Централния апарат на ДС без V управление, IX отдел и Особената инспекция
- II отдел (3 отделения): разработка на полицейските архиви
- III отдел (4 отделения): научно-технически
- IV отдел (6 отделения): радио контраразузнавателен
- V отдел (4 отделения): проверка на кореспонденцията (ПК)
- VI отдел (3 отделения): оперативна техника
- VII отдел (9 отделения): външно наблюдение и проучване
- VIII отдел (5 отделения): оперативен отчет
- IX отдел (7 отделения): контраразузнаване във войските, милицията и сред волнонаемния състав на МВР
- X отдел (4 отделения): шифър, дешифриране

## 1963 – 1969
Комитет за държавна сигурност
- Първо управление – разузнаване
- Второ управление – контраразузнаване
- Трето управление – военно контраразузнаване
- Четвърто управление – техническо
- Пето управление – безопасност и охрана
- Самостоятелни отдели
  - Първи отдел – следствие
  - Втори отдел – външно наблюдение и проучване
  - Трети отдел – картотека и архив
  - Четвърти отдел – шифър, радиоразузнаване, радиоконтраразузнаване и радиовръзки

## 1969 – 1990
Държавна сигурност
- Първо главно управление – разузнаване
- Второ главно управление – контраразузнаване
- Трето управление – военно контраразузнаване
- Четвърто управление – техническо (икономическо от 1986)
- Пето управление – безопасност и охрана
- Шесто управление – борба с идеологическата диверсия и противодържавните прояви (от 1967)
- Централно информационно-организационно управление (в Държавна сигурност от 1979)
- Самостоятелни отдели
  - Първи отдел: следствен (от 1979 отделен в Главно следствено управление извън Държавна сигурност)
  - Втори отдел: външно наблюдение и проучване
  - Трети отдел: картотека и архив
  - Четвърти отдел: шифър и радиовръзка
  - Пети отдел: бойна и мобилизационна готовност